# Fedora (kalap)

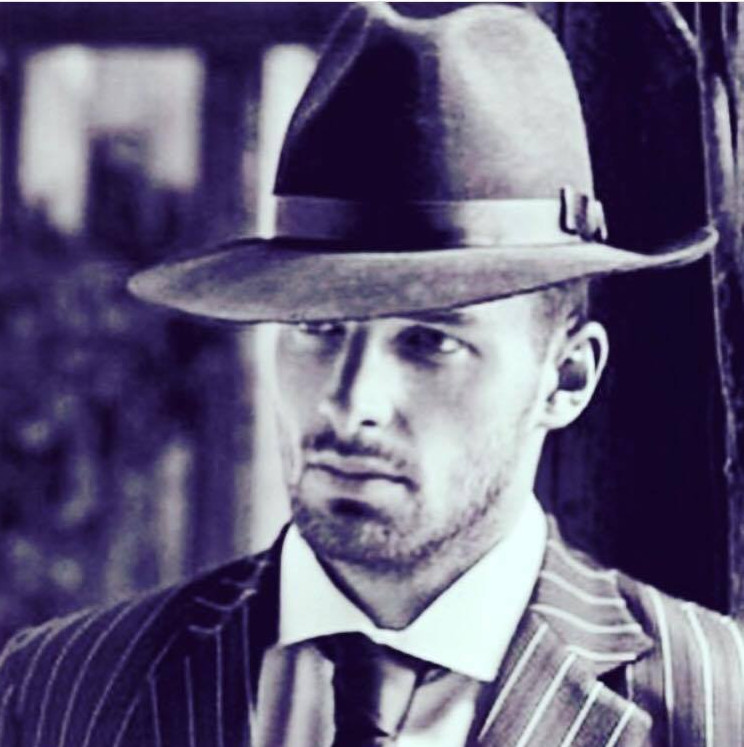

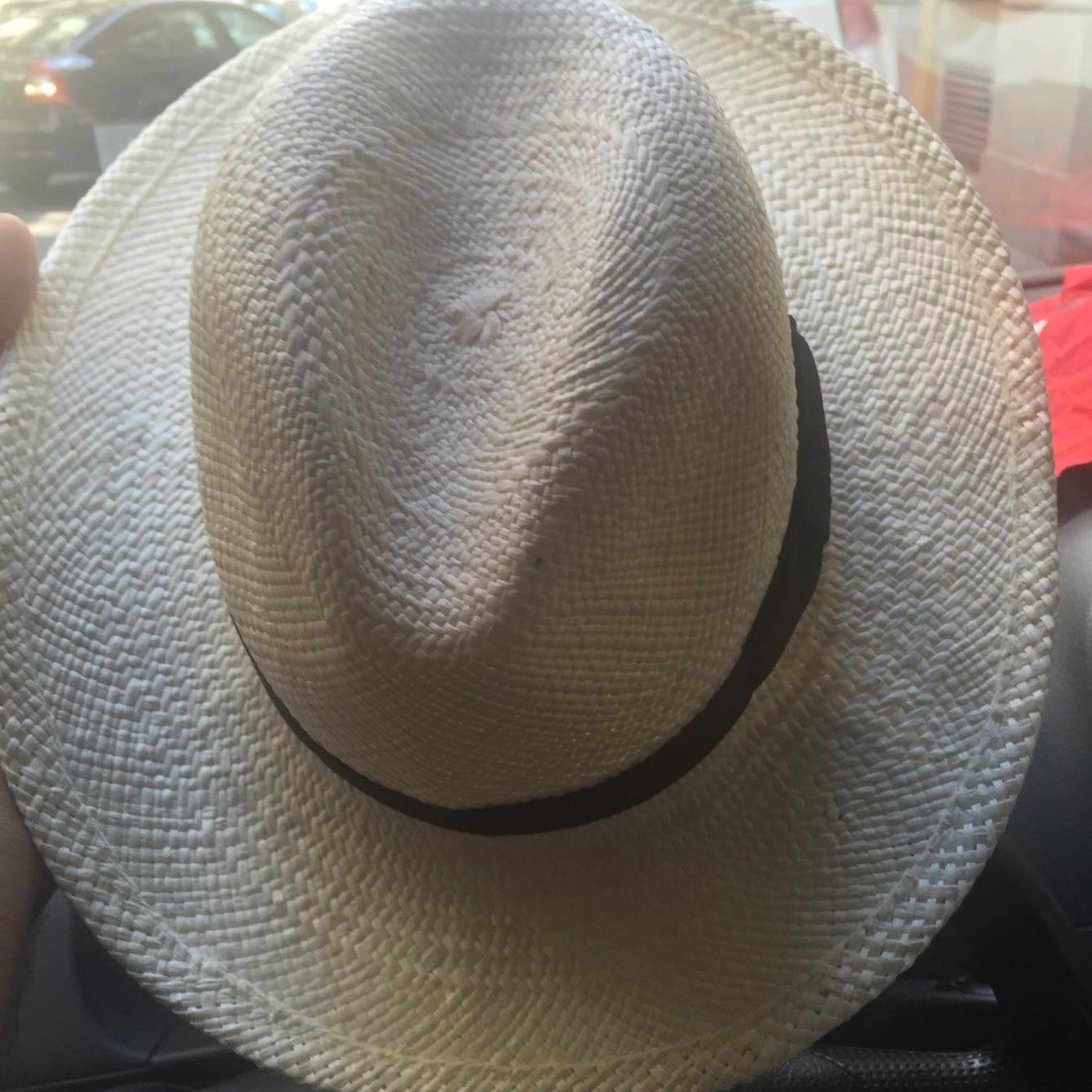

Fedora kalap

A fedora széles karimájú, elején a két oldalán bevasalt, a korona tetején hosszában betört formájú kalapfajta, amely a 19. század végén a nők körében, majd az 1920-as évek elején a férfiak körében jött divatba, és még ma is nagy népszerűségnek örvend.
A fedora kalap nemezelt nyúlszőrből, nemezelt gyapjúból készül, de készülhet szalmából, panamafűből, bőrből is.
A korona magassága tipikusan 11 cm.

## Története
Sarah Bernhardt a 19. század végén Victorien Sardou Fedora című színdarabja előadásán fedora kalapot viselt, ezt követően viselete a nők körében terjedt el. Edward herceg 1924-ben viselte Angliában, amivel nagyon népszerűvé tette a férfiak körében.

## Viselete
A fedorák karimáját elöl általában lehajtották és a kalap két oldalán csináltak egy bemélyedést és ugyanígy egyet a kalap tetejére is. A fedora kalapokat nagyon sok színben készítik (szürke, fekete, zöld, fehér, barna).
Széles karimája véd az időjárás, az eső és a napsugarak ellen is.

## Megjelenései
- Humphrey Bogart a Casablanca (1942) című filmben, Rick Blaine szerepében fedora stílusú panamakalapot visel
- Michael Jackson
- Általában a gengsztereket fedora kalapban ábrázolták a filmekben. mint például Warren Beatty Dick Tracy (1990) című filmjében
- Indiana Jones
- Dr. Alan Grant a Jurassic Park filmekben
- Freddy Krueger a Rémálom az Elm utcában filmekben